# Cívka (náčiní)

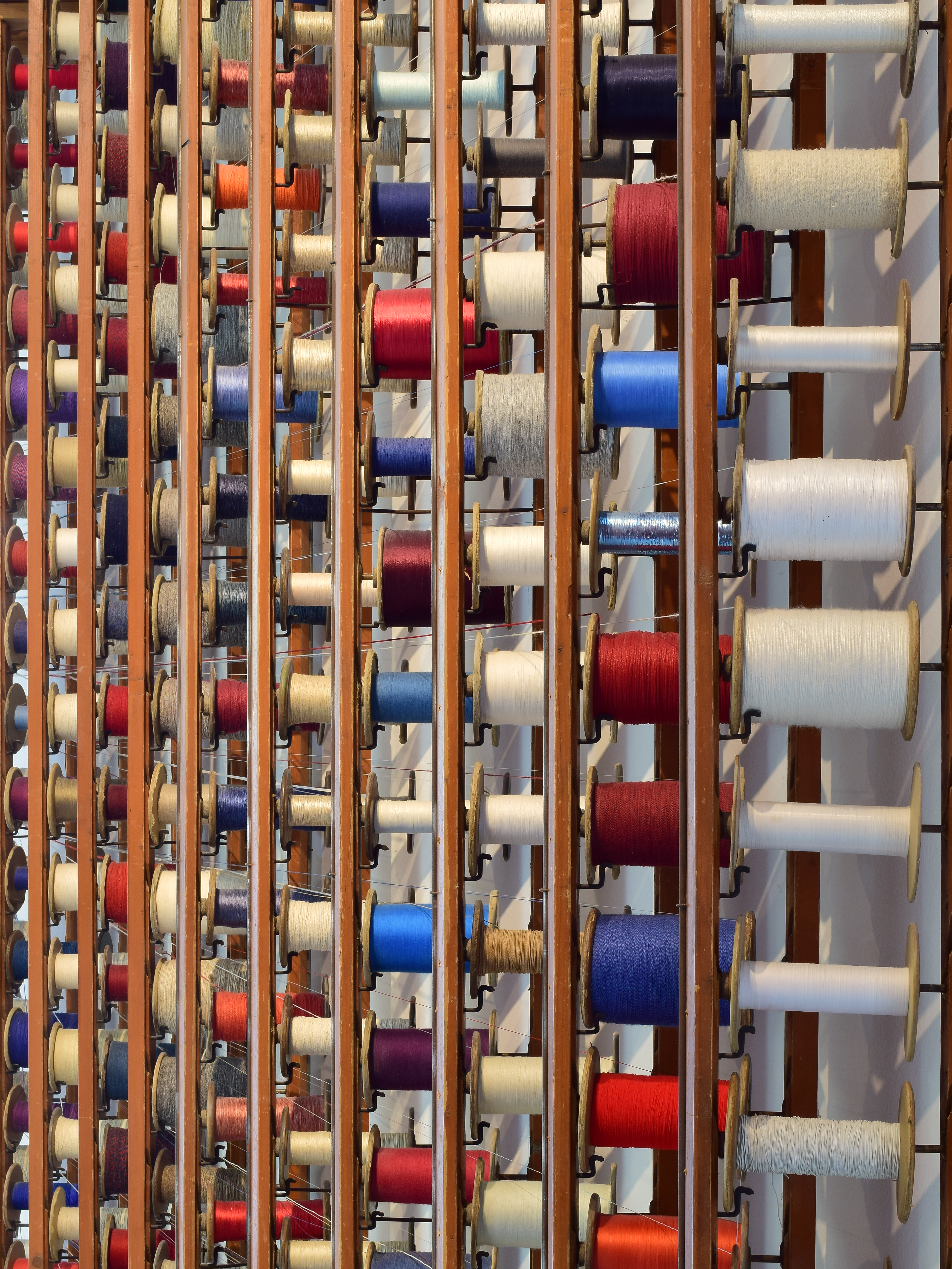
Cívky pro navíjení nití

Cívka, hovorově také špulka (z německého die Spule), je specializované technické náčiní určené k navíjení a odvíjení dlouhých, tenkých a ohebných těles.
Jako technická strojní součástka je naprosto nezbytná např. v textilním a oděvním průmyslu pro navíjení příze a nití – viz článek cívka (příze).
Stejně tak je tomu i v krejčovství. Cívky jsou běžně užívány pro skladování a dopravu provazů, lan a vůbec vláken (filamentů) všeho druhu. Velkého užití cívky doznaly i v elektrotechnice, kdy (kromě svého fyzikálního a technického významu) slouží k přepravě a skladování kabelů a elektrovodných vodičů (drátů) venkovních vedení. Velké kabelové cívky vyrobené pro tento účel kdysi bývaly zhotoveny ze dřeva, dnes bývají obvykle vyrobeny zu tlustostěnného plechu.
Velkými cívkami pro navíjení magnetofonového pásku byly vybaveny i první typy magnetofonů, malé cívky obsahuje i běžná magnetofonová kazeta. 